# 頂坡角
頂坡角，是台灣新北市新莊區的一個地名，位於該區西部，範圍大致包括龍鳳里東北端、裕民里東南端除外部分、富國里東北角及東南角除外部分、雙鳳里西南除外部分、合鳳里、祥鳳里、丹鳳里西南半部。

## 歷史
台灣清治末期至日治前期，頂坡角地區為一街庄，稱為「頂坡角庄」，隸屬於八里坌堡。該庄北與十八份庄為鄰，東與下坡角庄為鄰，南邊為埤角庄、塔藔坑庄，西邊為牛角坡庄。
1920年（日治大正九年），該庄改制為「頂坡角」大字，隸屬於臺北州新莊郡新莊街，大字下另設有「啞口坑」、「頂坡角」小字名。戰後新莊街改制為新莊鎮，隸屬於臺北縣，大字亦改制為里。其後新莊鎮先後改制為新莊市、新莊區。由於人口增加，如今頂坡角地區已細分為多個里。

## 交通
台北捷運中和新蘆線有進入頂坡角地區，並在邊界處設立迴龍站作為起訖站。隣近居民可由此路線及相關路網快速前往大台北地區各地，或至台北車站轉搭高鐵、台鐵或客運前往全台各地。
省道台1線、台1甲線均經過本地區東南部，並在邊界處會合，往東可前往臺北、基隆等地，往西可前往桃園、新竹及中南部地區。

## 學校
- 丹鳳高中
- 裕民國小（部分）